# Wehrkreis XXI
Le Wehrkreis XXI (WK XXI) était la 21e région militaire allemande contrôlant la région ouest de la Pologne, le Wartheland en allemand, et Poznań, durant la période d'occupation de la Pologne par l'Allemagne nazie.

## Historique
Le Wehrkreis XXI est créé le 26 octobre 1939, par transformation du Militär-Befehlshaber Posen (Gouverneur Militaire Poznań). Le siège de la 21e région militaire était à Poznań. En janvier 1945, le territoire du WK XXI est envahi et il est rapidement occupé par l'Armée rouge.

## Divisions administratives

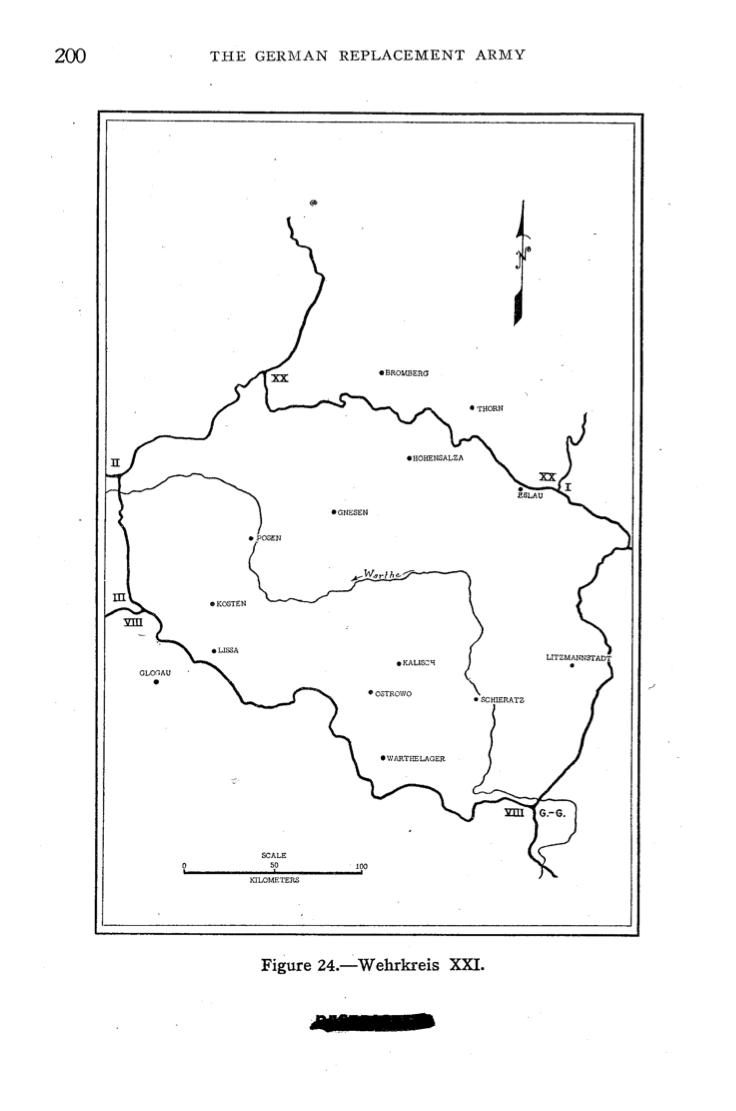
Carte du Wehrkreis XXI, la militaire allemande.

La 21e région militaire allemande comprenait la zone d'affectation (Wehrersatzbezirk) de Poznań et six sous-zones d'affectation (Wehrbezirk): 
- Posen (Poznań)
- Lissa (Leszno)
- Hohensalza (Inowrocław)
- Leslau (Leszno)
- Kalisch (Kalisz)
- Litzmannstadt (Łódź)

## Gouverneurs (Befehlshaber)
Le seul gouverneur (Befehlshaber) de la 21e région militaire fut le General der Artillerie Walter Petzel (en) en poste du 25 octobre 1939 au 1er février 1945.